# Haeromys margarettae
Haeromys margarettae is een knaagdier uit het geslacht Haeromys dat voorkomt op Borneo. Het eerste exemplaar van dit dier is gevangen in de Penrisen Hills in Sarawak en in 1893 beschreven door Oldfield Thomas als een soort van het geslacht Mus. Sindsdien is er slechts één ander exemplaar gevonden in Bettotan in Sabah. Een vermeend exemplaar van deze soort uit Kalimantan is later heridentificeerd als een jong exemplaar van Müllers rat (Sundamys muelleri). Deze soort is nauw verwant aan de andere soort uit Borneo, H. pusillus. Door de IUCN wordt hij als "kwetsbaar" beschouwd wegens verlies aan habitat en een zeer kleine, gefragmenteerde verspreiding.